# Zbigniew Wassermann

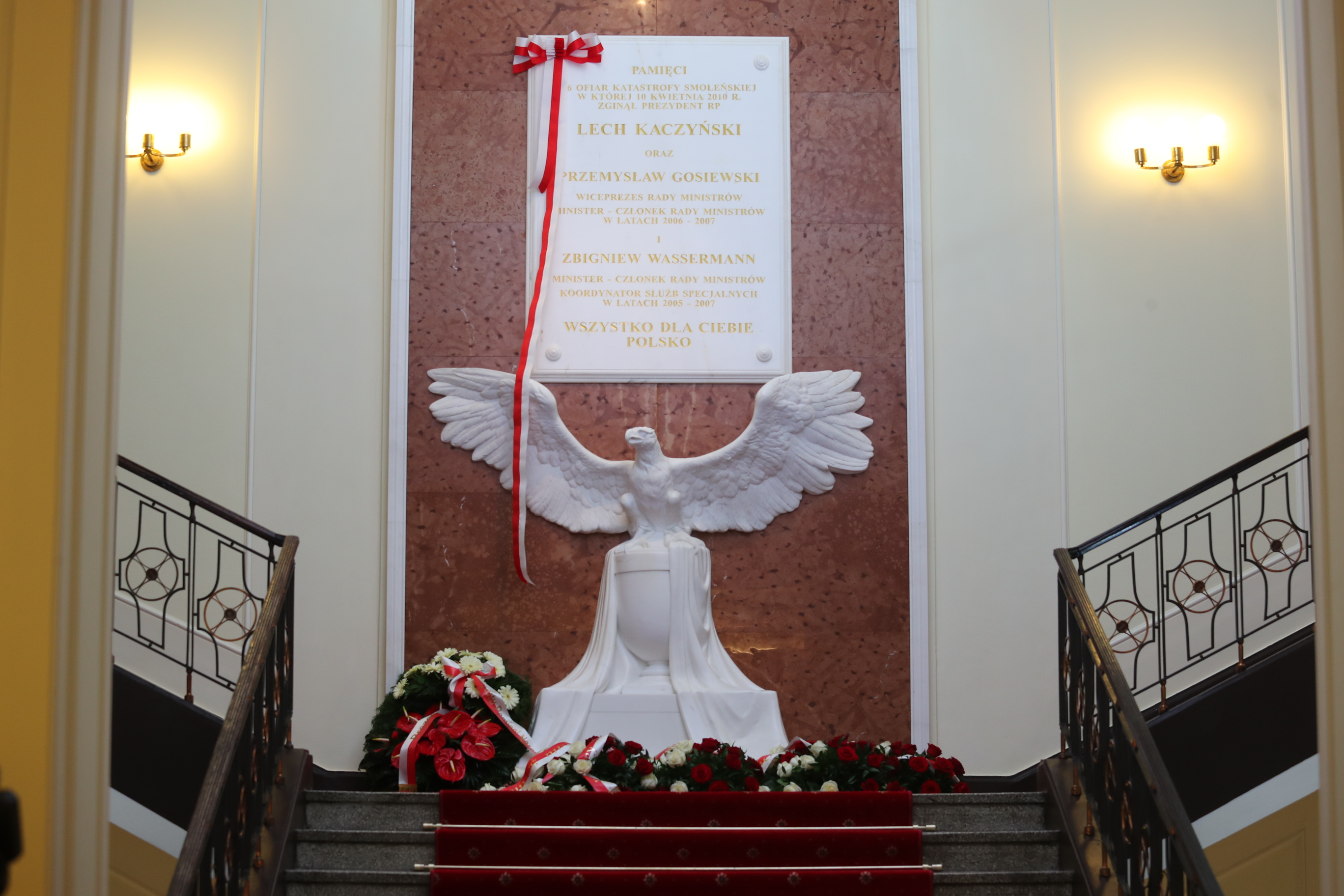
Tablica upamiętniająca Lecha Kaczyńskiego, Przemysława Gosiewskiego i Zbigniewa Wassermanna w KPRM

Zbigniew Franciszek Wassermann (ur. 17 września 1949 w Krakowie, zm. 10 kwietnia 2010 w Smoleńsku) – polski polityk i prawnik, prokurator. W latach 2005–2007 minister-członek Rady Ministrów, poseł na Sejm IV, V i VI kadencji (2001–2010).

## Życiorys

### Działalność do 2001
W 1968 zdał maturę w IX Liceum Ogólnokształcącym im. Zygmunta Wróblewskiego w Krakowie. W 1972 ukończył studia na Wydziale Prawa Uniwersytetu Jagiellońskiego.
Po ukończeniu studiów rozpoczął pracę w prokuraturze. W 1972 został prokuratorem Prokuratury Powiatowej w Chrzanowie, a w 1975 na krótko prokuratorem Prokuratury Powiatowej w Jaworznie. W latach 1975–1984 pracował w Prokuraturze Rejonowej w Brzesku. Od 1984 zatrudniony w Krakowie, do 1989 jako prokurator Prokuratury Rejonowej Kraków-Krowodrza. W latach 80. uczestniczył w krakowskim duszpasterstwie prawników.
W latach 1989–1991 był zastępcą prokuratora wojewódzkiego w Krakowie. W tym samym czasie zasiadał w komisji zajmującej się weryfikacją pracowników Służby Bezpieczeństwa w Krakowie.
Do pracy powrócił w 1993 po objęciu funkcji ministra sprawiedliwości przez Zbigniewa Dykę, który w latach 80. również uczestniczył w duszpasterstwie prawników. Otrzymał stanowisko prokuratora Prokuratury Apelacyjnej w Krakowie i jej rzecznika prasowego. Od 1992 był członkiem krakowskich władz Stowarzyszenia Polskich Prawników Katolickich, w latach 1995–2000 wchodził w skład rady naczelnej tej organizacji.
W 2000 otrzymał od nowego ministra sprawiedliwości Lecha Kaczyńskiego propozycję objęcia stanowiska prokuratora krajowego. Jego nominacji miało sprzeciwiać się kierownictwo Urzędu Ochrony Państwa. Zbigniew Wassermann zaprzeczał jednak, jakoby nie uzyskał od UOP certyfikatu dostępu do informacji niejawnych, co miało być przeszkodzą w nominacji. Mimo to premier Jerzy Buzek nie mianował go na to stanowisko, w związku z czym pozostał pełniącym obowiązki prokuratora krajowego.

### Działalność od 2001
Po dymisji Lecha Kaczyńskiego ze stanowiska ministra sprawiedliwości zaangażował się w działalność Prawa i Sprawiedliwości. W wyborach w 2001 został wybrany na Sejm IV kadencji z listy PiS w okręgu krakowskim. Zasiadał w Komisji Sprawiedliwości i Praw Człowieka (jako zastępca przewodniczącego) oraz Komisji do Spraw Służb Specjalnych (był jej przewodniczącym). Od 2004 był wiceprzewodniczącym komisji śledczej w sprawie PKN Orlen.
W 2003 złożył zawiadomienie o przestępstwie narażenia na niebezpieczeństwo utraty życia członków swojej rodziny poprzez nieprawidłowe zainstalowanie wanny z jacuzzi przez wykonawcę z firmy budującej jego willę. Śledztwo w tej sprawie zostało umorzone w 2007 wobec braku znamion przestępstwa. Powództwo wykonawcy o zapłatę wynagrodzenia zostało natomiast prawomocnie oddalone w 2009. Zbigniew Wassermann wniósł prywatny akt oskarżenia przeciwko teściowej wykonawcy, zarzucając jej zniesławienie go w listach do mediów. W wyniku postępowania sąd warunkowo umorzył postępowanie w tej sprawie, nakazując oskarżonej przeproszenie polityka.
W wyborach parlamentarnych w 2005 został ponownie wybrany na posła w okręgu krakowskim. 31 października tego roku powołano go na ministra-członka Rady Ministrów i koordynatora służb specjalnych w rządzie Kazimierza Marcinkiewicza. 14 lipca 2006 został ponownie powołany na to stanowisko w rządzie Jarosława Kaczyńskiego. Został odwołany 7 września 2007 z jednoczesnym powołaniem na sekretarza stanu do spraw służb specjalnych w Kancelarii Prezesa Rady Ministrów, a 11 września powrócił na uprzednio sprawowany urząd ministra.
W wyborach parlamentarnych w 2007 po raz trzeci uzyskał mandat poselski, otrzymując 6478 głosów. W 2008 prokurator umorzył postępowanie w sprawie rzekomego ujawnienia informacji niejawnych z zawiadomienia Marka Dukaczewskiego (związanego z informacjami o szkoleniach, jakie w Moskwie przechodził Marek Dukaczewski).
Od listopada 2009 zasiadał w komisji śledczej ds. tzw. afery hazardowej. W grudniu został wyłączony z prac tej komisji w związku z planowanym przesłuchaniem go w charakterze świadka. Po odebraniu zeznań w styczniu 2010 decyzją Sejmu został przywrócony do składu komisji.
10 kwietnia 2010 zginął w katastrofie polskiego samolotu Tu-154M w Smoleńsku w drodze na obchody 70. rocznicy zbrodni katyńskiej. 16 kwietnia 2010 pośmiertnie odznaczono go Krzyżem Komandorskim Orderu Odrodzenia Polski. 20 kwietnia 2010 został pochowany na cmentarzu na krakowskich Bielanach. W tym samym roku przy ul. Brackiej w Krakowie odsłonięto poświęconą mu tablicę pamiątkową.
29 sierpnia 2011 jego ciało zostało ekshumowane w ramach śledztwa prowadzonego w związku z katastrofą z powodu wątpliwości prokuratorów Wojskowej Prokuratury Okręgowej w Warszawie dotyczących stwierdzeń zawartych w dokumentacji lekarskiej badania zwłok zmarłego otrzymanej z Rosji oraz na wniosek przedstawicieli rodziny złożony w 2010. Trzy dni później, po przebadaniu ciała w Zakładzie Medycyny Sądowej we Wrocławiu, ponownie pochowano je na cmentarzu na krakowskich Bielanach.

## Życie prywatne
Zbigniew Wassermann był synem Mieczysława, pracującego jako kolejarz, i Janiny z domu Wojtas. Był żonaty z Haliną. Miał troje dzieci: córki Agatę i Małgorzatę oraz syna Wojciecha.

## Odniesienia w kulturze masowej
Utwór pt. „Wanna Wassermanna” polskiej grupy muzycznej El Dupa, zawarty na albumie Gra? (2007), stanowi odniesienie do osoby Zbigniewa Wassermanna – w szczególności sprawy z 2003, dotyczącej błędnego podłączenia wanny przez firmę budowlaną. Po śmierci Zbigniewa Wassermanna grupa przestała wykonywać ten utwór na koncertach.